# Sașa Pană
Sașa Pană [saša pana], vlastním jménem Alexandru Binder (8. srpna 1902, Bukurešť – 25. srpna 1981, tamtéž), byl rumunský básník, prozaik, publicista a vydavatel.

## Život
Po studiích na Lékařské fakultě a v Ústavu vojenského lékařství v Bukurešti (1921–1927) vykonával povolání vojenského lékaře. Od konce 20. let jeden z hlavních představitelů a organizátorů rumunské literární avantgardy, 1928–1932 řídil surrealistický časopis "Unu" a stejnojmenné nakladatelství, v němž vydával díla avantgardistů. Za války příslušník protifašistického odboje, po válce redaktor literárního časopisů "Orizont", "Revista literara", "Flăcara" aj. Knihovna v jeho domě se stala jedinečným archivem rumunské literární avantgardy.

## Dílo
Meziválečné básnické sbírky jsou napsány ve znamení surrealismu – Slovo talisman (1933), Cesta lanovkou (1934), Tolita (1937), Vladimir (1938), Hory noc neklid (1940). Lyrický tón a přírodní tematika některých básní prozrazují odklon od surrealistické poetiky, kterou Sașa Pană teoreticky obhajoval ve své publicistice. Principu automatického diktátu se nejvíce přibližují básně v próze nazývané „prozopoeme“ – Diagramy (1930), Svévolná rovnodennost (1931), Románový životopis Boha (1932). Poválečné sbírky básní Za svobodu (1945), Odplout bez kotvy (1946) aj. přinesly dobovou občanskou tematiku ve zklidněném výrazu. K poznání historie rumunské avantgardy přispěla Antologie rumunské avantgardní literatury (1969) a memoáry Narozen roku 1902 (1973).